# Christian Harbulot
Christian Harbulot (Verdun, 19 dicembre 1952) è un economista e politologo francese, direttore e fondatore della Scuola di Guerra Economica (EGE) e direttore associato di Spin Partners Consulting, società di consulenza specializzata in intelligence economica e lobbying.
Esperto internazionale in business intelligence, storico e politologo, Christian Harbulot avvia un lavoro di ricerca su temi di degli scontri economici e strategie di potere a metà degli anni ’80, divenendo interlocutore di riferimento di istituzioni pubbliche e private e degli ambienti governativi. Diplomato all'Institut d’Etudes Politiques de Paris (PES 1975), ha conseguito una laurea in Storia e un DEA in analisi comparata dei sistemi politici sotto la direzione di Maurice Duverger. Nel 1980 ottenne una cattedra di economia presso l’Ecole alsacienne. Nel 1990, è stato Direttore delle relazioni esterne della ADITECH (futura ADIT, società nazionale di intelligence strategica). Notato dal Primo ministro Edith Cresson in seguito alla pubblicazione del suo libro “Techniques offensives et guerre èconomique”, divenne consulente personale di Henri Martre, presidente del gruppo di “intelligence economica e strategia aziendale” nella Commissione di Pianificazione (Commissariat général du Plan -1992/1994) e partecipa (co-autore con Philippe Baumard, Philippe Clerc e Jean-Louis Levet) alla stesura del rapporto che porrà le basi per l'intelligence economica in Francia. Reclutato da parte del Groupe Défense Conseil International, è stato nominato direttore delle operazioni della sua controllata Intelco. Ha inoltre partecipato a diverse altre relazioni, tra cui “La Guerre de l’information” (studio commissionato dalla Delegazione Generale per gli armamenti). Preso atto del forte deficit culturale delle imprese francesi nel campo della intelligence, C. Harbulot decise di creare, insieme al generale Pichot-Duclos, l'Ecole de Guerre Economique, nel 1997. Fa parte del Comitato di redazione del sito Infoguerre. Dal 2009 è membro del Consiglio Scientifico del Consiglio Superiore per la Formazione e la Ricerca Strategica (CSFRS) e Vice Presidente dell'Istituto Internazionale di Intelligenza Economica e Strategica.

## La riflessione di Christian Harbulot
Guerra economica e intelligence economica
Dopo la fine della Guerra Fredda i rapporti di forza tra potenze si articolano attorno a problematiche economiche: la maggior parte dei governi oggi non cerca più di conquistare terre o di stabilire il proprio dominio su nuove popolazioni, ma tenta di costruire un potenziale tecnologico, industriale e commerciale capace di portare moneta e occupazione sul proprio territorio.  La globalizzazione ha trasformato la concorrenza da “gentile” e “limitata”, in una vera “guerra economica”. La sfida economica diminuisce gli spazi a disposizione della guerra militare, ma lo scopo ultimo, quello di accumulo della potenza e del benessere, rimane immutato. Proprio per questo diventa centrale l'intelligence economica. Per intelligence economica si intende proprio quell’insieme di attività di raccolta e trasformazione delle informazioni, di sorveglianza della concorrenza, di protezione delle informazioni strategiche, di capitalizzazione delle conoscenze al fine di controllare e influenzare l’ambiente economico globale. È, quindi, uno strumento di potere a disposizione di uno Stato. Ebbene,se l'intelligence economica è uno strumento della guerra economica, quali sono gli attori della guerra economica?
- Gli Stati, innanzitutto, che restano i regolatori più influenti dello scacchiere economico, nonostante il loro relativo declino nella vita delle nazioni e i diversi vincoli che pesano su di loro, a partire dalle organizzazioni internazionali, come l’Unione Europea. Ciò che è davvero cambiato è che oggi gli Stati devono tener conto di numerosi stakeholder (ONG, istanze internazionali, imprese, media). Tuttavia, essi conservano un ruolo d’arbitro che ciascuno degli altri attori non fa che mettere in luce, sollecitando regolarmente un loro intervento.
- Le imprese che, di fronte al nuovo scenario geoeconomico ipercompetitivo, hanno adottato il controllo dell’informazione strategica come strumento di competitività e di sicurezza economica.
- La società civile: l’ampliamento dei dibattiti su questioni sociali riguardanti l’attività delle imprese stesse (alimentazione e benessere, progresso tecnico e rischi di salute pubblica, industria e ambiente, trasporto e sicurezza dei viaggiatori, tecnologia dell’informazione e libertà individuale), la massificazione e democratizzazione dell’uso di internet, il crescente coinvolgimento della giustizia nel monitoraggio dell’operato delle imprese, comportano un aumento degli attacchi informatici contro le imprese da parte di attori della società civile. L’allargamento dei dibattiti sui rischi associati all’ambiente, sullo sviluppo sostenibile, sull’investimento socialmente responsabile, sulla responsabilità sociale d’impresa, amplifica la legittimità delle questioni sociali.
- L’infosfera: questa non costituisce una categoria di persone fisiche o morali, ma piuttosto una dinamica, ossia l’insieme degli interventi, dei messaggi diffusi tramite i media e la rete. Si tratta di uno strumento particolarmente insidioso perché opera come una cassa di risonanza in cui si mescolano e ricombinano di continuo idee, emozioni e pulsioni emesse da un numero infinito di persone, senza un vero soggetto dominante e che tuttavia, esercita un’influenza determinante, positiva o nefasta, sugli individui e sulle organizzazioni. Lanciata nell’infosfera, una dichiarazione può avere il potere di scatenare feroci polemiche, dure reazioni politiche, crisi mediatiche, danni reputazionali a spese di imprese. Può divenire, quindi, un’arma di destabilizzazione particolarmente efficace. Non dimentichiamo che l’immagine e la reputazione di un marchio rappresentano un capitale strategico che impatta sulle attività commerciali e finanziarie delle aziende.

Ma in quali forme si esplicita la guerra economica? 
- le acquisizioni di imprese, che possono portare a vere e proprie forme di accerchiamento di industrie su un dato territorio, tramite operazioni che rispondono a motivazioni di carattere finanziario, economico e tecnologico al tempo stesso;
- il lobbying, ovvero una strategia di influenza che punta direttamente ai decisori pubblici tramite un’azione di influenza nella elaborazione delle norme.

I nostri Stati nazionali sono particolarmente segnati dal problema della proliferazione di norme e, per un’azione di lobbying, è assolutamente strategico partecipare e influenzare il processo di elaborazione, di interpretazione o applicazione delle misure legislative e, in generale, influenzare direttamente o indirettamente, ogni intervento o decisione dei poteri pubblici. L’influenza è il cuore del commercio internazionale, di conseguenza, l’avvicinamento ai centri decisionali è divenuto un passaggio obbligato della competizione commerciale. In Francia Christian Harbulot è stato il primo autore ad interessarsi di intelligence economica con delle tesi che hanno acceso il dibattito sull’importanza del tema dal momento che la presa di consapevolezza dei mutamenti nel contesto internazionale non sembrava più rimandabile e, con essa, la riconosciuta priorità delle questioni economiche su quelle militari. Gli scritti di C. Harbulot sono dei veri e propri saggi sulla natura degli scontri economici scritti con l’obiettivo di convincere i responsabili politici che uno sfruttamento offensivo dell’informazione è un fattore chiave per il successo di un Paese. Attraverso un’analisi comparativa delle culture, Harbulot ha spiegato perché certi popoli si sono mobilitati affrontando gli aspetti conflittuali dell’economia di mercato e altri no, facendo propria la tesi secondo cui il capitale informativo è al tempo stesso un fattore di produzione ma anche un’arma offensiva, oltre che dissuasiva. Egli dimostra come l’economia giapponese sia all’avanguardia rispetto a quella americana e, naturalmente francese, proprio perché in grado di sfruttare le potenzialità delle attività di intelligence nel settore. Il Regno Unito, gli Stati Uniti, la Germania, la Francia e il Giappone hanno sviluppato un proprio modello culturale di economia di mercato. In particolare, Harbulot ritiene che la Germania e il Giappone hanno fatto dell’informazione e dell’intelligence delle leve d’azione economica e attuino le politiche economiche più offensive e più efficaci perché  basate su strategie concertate tra le imprese private o pubbliche, tra le amministrazioni e le reti bancarie. Le imprese di questi paesi hanno ottimizzato la propria redditività riducendo lo scarto tra l’informazione e l’intelligence, tra le pratiche aperte e le pratiche chiuse, tra quello che è accessibile a tutto il mondo e quello che è segreto, passando dall’informazione - conoscenza all’informazione – azione, cioè informazione utile per l’intelligence.
Guerra cognitiva e guerra economica
A tal proposito Harbulot ha sottolineato il ruolo profondamente innovativo sul piano strategico della guerra informativa e le implicazioni che questa determina sulle imprese.  Naturalmente l’intento di Harbulot era quello di utilizzare la guerra cognitiva per tutelare gli interessi delle imprese economiche francesi nei confronti della concorrenza americana. Affinché questo divario venga superato è necessario modernizzare la riflessione di Sunt-Tzu, del Komintern e di Mao ma, soprattutto, quella di Winston Churchill che è stato il primo capo di governo occidentale ad aver orchestrato una guerra dell’informazione contro la Germania nazista (il Piano Jaël). In materia di disinformazione, egli rappresenta infatti il genio britannico che inganna il nemico sulle date e i luoghi di sbarco.
Naturalmente, la mancanza di disposizioni giuridiche riguardanti la manipolazione della conoscenza determina gravi preoccupazioni per la sicurezza economica delle imprese europee che devono, di conseguenza, dotarsi di tecniche capaci di gestire strategicamente le informazioni economiche. L’espressione usata nel contesto strategico francese è quella di “guerra cognitiva”, definita come la capacità di utilizzare la conoscenza a scopo conflittuale. In particolare, la Scuola di Guerra Economica francese riconosce nella guerra cognitiva uno scontro tra diverse capacità di ottenere, produrre e/o ostacolare determinate conoscenze, secondo rapporti di forza contraddistinti dal binomio “forte contro debole” o, inversamente, da quello di “debole contro forte”. I numerosi esempi che ci vengono dal mondo dell’impresa testimoniano che l’innovazione in questo campo non si trova sempre necessariamente dalla parte del più forte. Naturalmente gli Stati Uniti rappresentano il principale artefice del pensiero cognitivo del “forte contro il debole”, come esempio di difesa della loro posizione di superpotenza, sia sul piano militare che su quello informativo. Nel modo di orientare la propria e l’altrui condotta da parte di questo Paese, c’è una completa acquisizione dell’importanza della guerra cognitiva come capacità di percezione dell’immagine delle singole potenze da parte dell’opinione pubblica mondiale, argomento di peso nella ricerca di legittimità che una democrazia deve acquisire in ambiti nazionali e internazionali. Gli Stati Uniti da sempre, ma in special modo dopo i fatti dell’11 settembre, hanno alimentato la legittimità della loro politica enfatizzando la difesa della democrazia e il bisogno di sicurezza globale come motivi per combattere le forze antidemocratiche. Il punto di forza dell’attacco cognitivo non è ingannare o disinformare, ma alimentare una polemica pertinente appurata per mezzo di fatti oggettivi. Il livello della cospirazione si limita all’installazione e all’attivazione della catena informativa. Ma più la polemica è “fondata”, meno è facile dimostrare, anche solo teoricamente, la cospirazione. È evidente che la diffusione delle nuove tecnologie informative abbiano esasperato la dimensione concorrenziale e agevolato la guerra cognitiva determinando, dicono gli analisti francesi, una conflittualità inedita persino rispetto alla Guerra fredda. 
L’informazione entra a far parte dell’arte della guerra come arma in grado di far vincere o perdere un conflitto, militare o economico che sia.

### Saggi in lingua italiana su Christian Harbulot
- Gagliano Giuseppe Guerra economica e intelligence,Fuoco Edizioni, Roma, 2015
- Gagliano Giuseppe Sfide GeoeconomicheFuoco edizioni, Roma, 2017
- Gagliano Giuseppe, Laris Gaiser, Mario Caligiuri,Intelligence economica e guerra della informazione,Rubbettino, 2016